# Pedro Portela
Pedro Portela (Barras, 19 de outubro de 1923 – Teresina, 19 de outubro de 2005) foi um contabilista, comerciante e político brasileiro, outrora deputado estadual pelo Piauí.

## Dados biográficos
Filho de Cícero Fortes Portela e Maria Costa Portela. Contabilista formado em 1945 e comerciante, elegeu-se deputado estadual pelo PST em 1962, assumindo a presidência do diretório estadual do partido no Piauí. Integrou a diretoria do Jockey Clube do Piauí, renovando o mandato parlamentar via ARENA em 1966 e 1970. Vice-presidente da Associação Comercial Piauiense, licenciou-se do Poder Legislativo para exercer o cargo de secretário de Indústria e Comércio no primeiro governo Alberto Silva, embora tenha atingido  apenas a sexta suplência de deputado estadual na eleição seguinte.